# 腓力五世 (马其顿)

前218年地中海諸國形勢

腓力五世（希臘語：Φίλιππος Ε，前238年—前179年），是馬其頓安提柯王朝國王，前220年—前179年在位。他因與新興的羅馬共和國對抗而知名，當他是青年時就很有領袖魅力和吸引力，也是充滿幹勁和勇氣的戰士，他也設法與亞歷山大大帝看齊。無論如何，他是最後一個雄心壯志的馬其頓國王，希望能藉著馬其頓有限的國力實現偉業。綽號「全希臘人的寵兒」（ἐρώμενος ἐγένετο τῶν Ἑλλήνων）。

## 早期
腓力是德米特里二世之子，母后是誰有點爭議，古代記載他母親是克律塞伊斯（Chryseis），不過今學者如W.W.Tarn等多認為應是佛提雅。腓力還有一個同父異母的姊姊阿帕瑪。前229年，父王德米特里二世逝世，這時腓力才九歲而已。因此由叔叔安提柯三世擔任攝政，安提柯後來被擁為馬其頓國王並收腓力為繼子，前221年安提柯三世逝世，腓力以十七歲之齡繼任為馬其頓國王。
儘管非常年輕就當上國王，腓力五世立即讓世人知道自己統治下的馬其頓並不虛弱，他率軍北上，擊敗想要趁虛而入的達耳達尼亞人和其他部族。

## 同盟者戰爭
之後，南方的希臘人也蠢蠢欲動。前220年，埃托利亞同盟認為馬其頓新君繼位無力干涉其他事務，他們開始對南方的亞該亞同盟和其盟邦的領土肆虐，亞該亞人立即向年輕的腓力五世求援，爆發了同盟者戰爭。於是在腓力號召下，於科林斯舉行希臘聯盟會議，腓力並領導這個聯盟對付埃托利亞同盟、斯巴達和厄利斯（Elis）。期間腓力剷除居心叵測的重臣，鞏固了自己的權位，然而此一戰事四年之後仍沒有什麼重大結果，雙方終於在前217年簽訂和約。根據諾帕克特斯和約，希臘世界勢力基本維持原狀，雖然腓力五世在這次戰爭中領土獲利甚微，但他在國內和國外的名聲都相當知名並受到敬重。

## 第一次馬其頓戰爭
隨著新興國家羅馬的勢力越來越龐大，並把影響力伸進亞德里亞海東岸的沿海城鎮。前217年諾帕克特斯和約之後，腓力五世決定把羅馬在伊利里亞的勢力擊退，他意圖取得那里的控制權。於是腓力開始著手建立艦隊，擴大海上勢力，他與一些沿海城鎮如克里特島等結盟，或擴大那些城鎮的影響力。之後前216年，腓力率艦隊航向伊利里亞沿岸，但此舉獲利甚微，被迫放棄遠征。
當傳來羅馬人在坎尼會戰遭到漢尼拔的慘重攻擊後，腓力五世派遣大使前去漢尼拔在義大利的營地，雙方締結對抗羅馬人的聯盟，馬其頓與迦太基聯盟這事使羅馬人大大震驚，畢竟目前的漢尼拔戰爭已讓他們喘不過氣。前214年，腓力再度率領艦隊奪取伊利里亞沿岸，但這次遭到羅馬人夜襲，腓力被迫燒毀艦隊，從陸路退回馬其頓本土。放棄從海路入侵的腓力，於前212年再從陸路進攻，這次遠征就很成功，還奪取了萊什。
羅馬人決定要阻止住腓力的攻勢，以免影響義大利的戰局。他們於前211年派人與埃托利亞同盟以及其他希臘城邦如斯巴達等結盟，試圖牽制腓力的陸軍，此外羅馬也和小亞細亞的帕加馬王國的阿塔羅斯一世結盟，這更讓馬其頓後背受敵。羅馬於是主要負責海上攻勢，而陸上攻勢則交給希臘的盟友們負責，如此好把羅馬陸軍調回去對付迦太基人。
前207年，腓力擊敗阿塔羅斯一世的艦隊，加上腓力五世策動比提尼亞王國普魯西阿斯一世入侵帕加馬本土，迫使阿塔羅斯一世退回本國。解決後顧之憂的腓力開始猛攻埃托利亞人，且盟友亞該亞同盟將領菲洛皮門傑出表現也使戰局對腓力越來越有利。在攻陷埃托利亞政治、宗教中心塞爾蒙（Thermum）後，埃托利亞在前206年被迫單獨求和，隨後羅馬與馬其頓雙方陣營也在隔年簽訂腓尼基和約，結束這場戰爭。此戰馬其頓獲得勝利，儘管所得不多，但腓力五世成功把勢力擴張到伊利里亞。

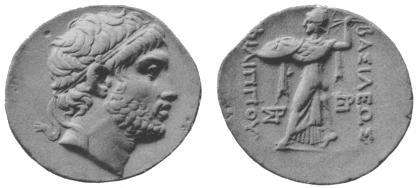
钱币上的腓力五世头像

## 往愛琴海地區擴張
在西方與羅馬劃分勢力範圍後，腓力開始把目光轉移到愛琴海諸島上，試圖擁有愛琴海的海上霸權。原本掌握西地中海制海權的托勒密埃及因逐漸衰敗，愛琴海的海權逐漸轉移到羅德島手上，使腓力開始把羅德島視為下個敵對目標。腓力五世透過干涉克里特及海盜戰略來削弱羅德島的海上勢力。然而因為腓力拿下一些色雷斯沿岸城市及海上小島等擴張政策，引起小亞細亞的帕加馬王國擔憂和不滿，於是以羅德島和帕加馬和其他城邦聯手對抗馬其頓的攻勢，爆發了克里特戰爭。
腓力接著趁著埃及與塞琉古戰爭，奪取埃及在愛琴海的領土，更消滅其艦隊，但之後馬其頓艦隊與帕加馬和羅德島聯合艦隊於前201年希俄斯島戰役展開會戰，雖然腓力勝利但艦隊受創嚴重。而隨後腓力五世對小亞細亞進行遠征雖，肆虐帕加馬領土並南下奪取卡里亞，但最後因被帕加馬和羅德島聯合艦隊封鎖而差點補給斷絕。
逃出封鎖後，腓力繼續進攻色雷斯沿海城鎮，但腓力種種行為引起雅典人不滿，他們加入反馬其頓聯盟，並且與羅德島、帕加馬等大使團一同向羅馬人請求幫助。而這時羅馬在第二次布匿戰爭獲勝，已經可以全力對抗馬其頓。

## 第二次馬其頓戰爭

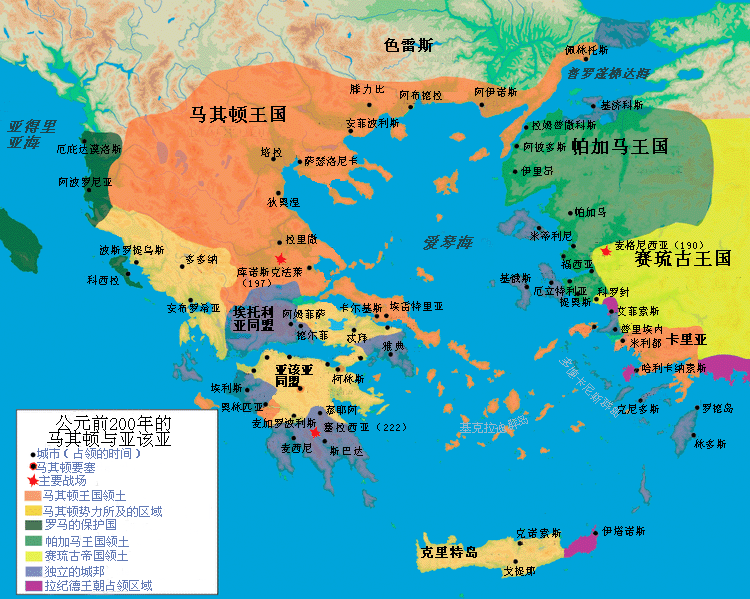
約前200年，第二次馬其頓戰爭前夕.

前200年，腓力五世大舉擴張的行為終於引起羅馬的強烈反應，因為先前的敵對態度以及腓力龐大的野心，羅馬元老院決定毀約並對希臘半島上的軍事強國馬其頓開戰，徹底清除對羅馬和其希臘盟友的威脅。戰爭爆發後，腓力五世發現自己的希臘盟友寧願中立也不太想與馬其頓站在一起，然而原先第一次馬其頓戰爭中羅馬的希臘盟友卻都對馬其頓開戰，腓力一開始就處境艱難。在戰爭前兩年，腓力在邊界上的焦夷政策使入侵的羅馬軍隊補給缺乏，使羅馬甚少進展。然而前198年新任羅馬執政官提圖斯·昆克蒂烏斯·弗拉米寧接手統帥權後，開始另一波新的攻勢。
弗拉米寧成功讓中立的亞該亞同盟投向羅馬，並在阿烏斯戰役獲得勝利，迫使色薩利門戶大開。前197年，雙方在色薩利的庫諾斯克法萊戰役進行決戰，這戰因腓力戰術錯誤大敗，馬其頓軍幾乎全滅，腓力被迫求和，結束這場戰爭。和約中馬其頓喪失所有色薩利和希臘領地，並且被迫與羅馬結盟。除此之外，馬其頓還需賠償1,000塔蘭同，交出大部份艦隊，甚至要把國內重要人物作為人質送到羅馬來，其中包含腓力五世尚小的兒子德米特里。這讓馬其頓在希臘的勢力遭到徹底粉碎，喪失強國的地位。

## 羅馬盟友
被迫成為羅馬盟友後，儘管腓力五世內心很想復仇，但自知兩國實力相差太大，不得不先韜光養晦，隱忍不發。首先他幫助羅馬人對付斯巴達國王納比斯，於前195年反納比斯戰爭出了些力。後來前192年，塞琉古安條克三世決心與羅馬決戰，這讓腓力五世有些猶豫不知該站哪邊，但因為安條克三世在庫諾斯克法萊的作為激起他的不滿，使腓力五世認為加入羅馬會較有利。於是腓力加入戰局，並在前190年讓大西庇阿和兄弟盧基烏斯·科爾內利烏斯·西庇阿·亞細亞提庫斯所率的羅馬大軍通過自己領地前去色雷斯旁達達尼爾海峽。
因為腓力五世合作的表現，羅馬人讓腓力的兒子德米特里返回馬其頓，並且讓他保留羅馬-敘利亞戰爭中獲得的領地。這段期間腓力大舉發展國內經濟，重修或挖掘新礦場，新建城市、鼓勵生育及獎勵外來移民充實人口，並且向色雷斯擴張勢力，使得馬其頓國力恢復外，還日漸強大。

## 晚年
腓力五世相當厭惡羅馬的干涉，也害怕自己無力單獨對抗強大的羅馬，他大大往巴爾幹擴張勢力，甚至與北方的蠻族部族交好。同時，羅馬仍持續懷疑腓力五世的企圖，尤其是帕加馬王國歐邁尼斯二世經常指控馬其頓有異心，甚至有次使羅馬元老院大大不悅，雙方關係非常緊繃，腓力五世只好派他當過羅馬人質的兒子德米特里去一趟羅馬解釋清楚，雖然元老院釋疑，但此全因為親羅馬的德米特里個人關係才解決，而不是腓力的聲望。
羅馬無疑也想透過德米特里建立一個親羅馬的馬其頓勢力，元老院特別對德米特里親好，使得腓力的長子珀爾修斯懷疑德米特里的意圖。珀爾修斯認為德米特里日後將會靠著羅馬人的關係而登上馬其頓王位，這將會大大威胁自己繼承人的地位，王子間關係日益惡劣，最後前180年珀爾修斯誣陷德米特里與羅馬私通，並且即將叛變。年老的腓力下令處死德米特里，但最後發現這是珀爾修斯的陰謀時已為時太晚，這事件嚴重惡化腓力五世的健康，一年後他於安菲波利斯逝世。

## 註腳
1. ↑  波利比烏斯, 7.12 （页面存档备份，存于）,
2. ↑  波利比烏斯, 7.11.8 （页面存档备份，存于）
3. ↑  Shipley, p. 56.
4. ↑  .   [2012-09-09]. （原始内容存档于2015-10-27）.
5. ↑  波利比烏斯, 5.109 （页面存档备份，存于）.
6. ↑  波利比烏斯, 5.110 （页面存档备份，存于）.
7. ↑  蒂托·李維, 23.34 （页面存档备份，存于）.
8. ↑  Walbank p. 80; 蒂托·李維, 27.30 （页面存档备份，存于）, 29.12 （页面存档备份，存于）.
9. ↑  波利比烏斯, 9,30.
10. ↑  波利比烏斯, 11.7 （页面存档备份，存于）; 蒂托·李維, 28.7 （页面存档备份，存于）
11. ↑  劉增泉, 《羅馬文化史－權力與榮耀》 ,p.62,ISBN 957-11-3833-9 .
12. 1 2  Green, Alexander to Actium: The Historical Evolution of the Hellenstic Age, p.306
13. ↑  波利比烏斯 16.2 （页面存档备份，存于）
14. ↑  波利比烏斯 16.1 （页面存档备份，存于）
15. ↑  波利比烏斯 16.34 （页面存档备份，存于）
16. ↑  普魯塔克 《希臘羅馬英豪列傳:弗拉米寧》p.679
17. ↑  蒂托·李維,XXXLX,24,2-4
18. ↑  普魯塔克 《希臘羅馬英豪列傳:保盧斯》p.479

## 外部連結
- Philip V （页面存档备份，存于） entry in historical sourcebook by Mahlon H. Smith

| 腓力五世 (马其顿) 安提柯王朝出生于：前238年逝世於：前179年 | 腓力五世 (马其顿) 安提柯王朝出生于：前238年逝世於：前179年 | 腓力五世 (马其顿) 安提柯王朝出生于：前238年逝世於：前179年 |
| ---------------------------------------------------------- | ---------------------------------------------------------- | ---------------------------------------------------------- |
| 前任者： 安提柯三世                                        | 马其顿国王 前221年–前179年                                 | 繼任者： 珀尔修斯                                          |